# Charles Braibant
Charles Braibant (* 31. März 1889 in Villemomble; † 23. April 1976 in Paris) war Generaldirektor der französischen Archive.

## Bedeutung
Charles Braibant realisierte als Generaldirektor der Archive Frankreichs 1950 eine langgehegte Idee: Jeder Schüler sollte wenigstens einmal in seiner Schulzeit mit Archivalien in Kontakt kommen. Der auf ihn zurückgehende „Service éducatif“ ist heute eine feste Größe bei der Zusammenarbeit von Schule und Archiv.